# Ruský letopis

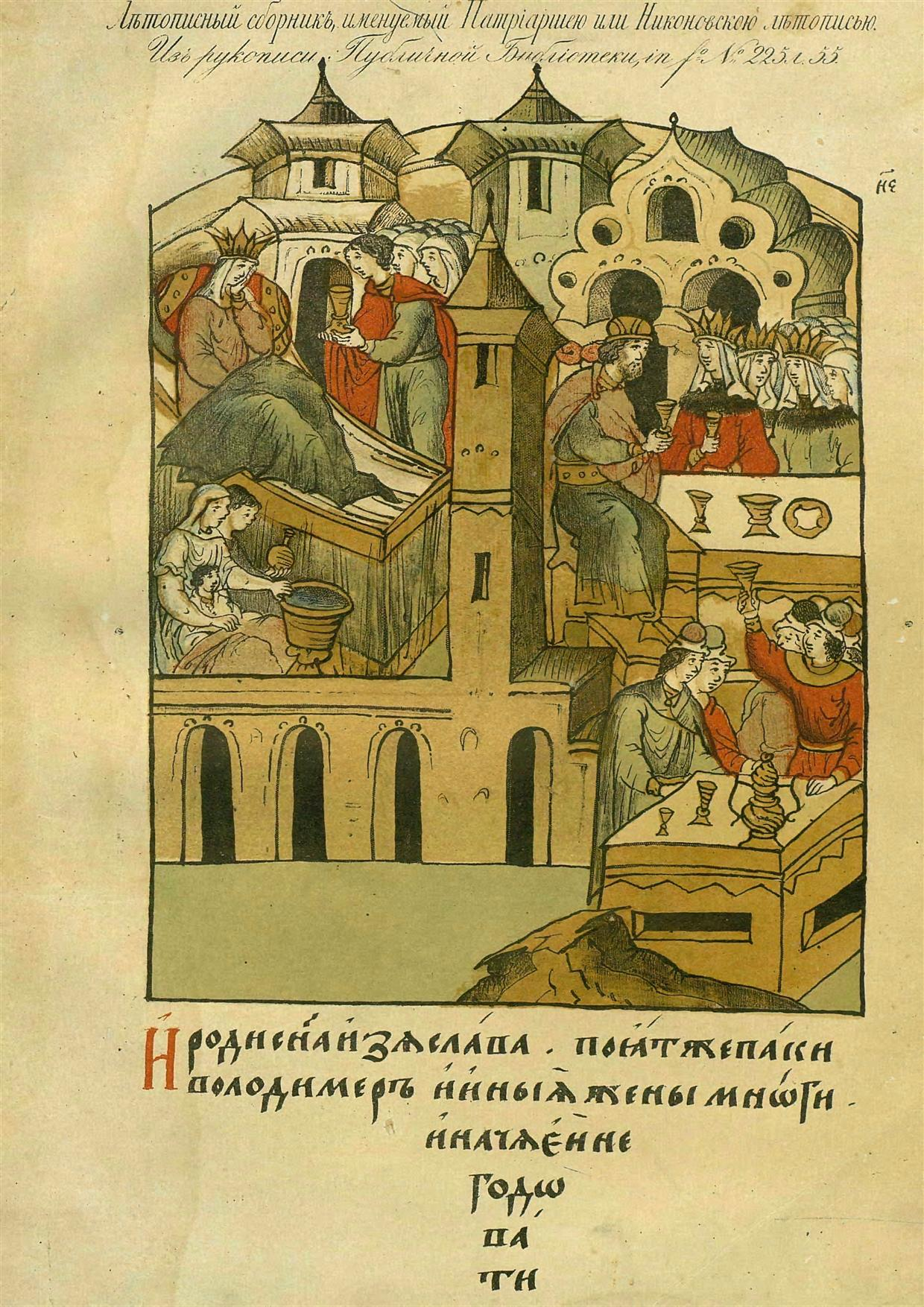
Letopisná sbírka, zvaná letopis Patriarchů neboli Nikonovský letopis. PSRL, sv. 9.

Ruské letopisy představují složitý komplex písemných vyprávěcích pramenů, které jsou prakticky všechny svody, to znamená sbírkami či kompilacemi, které byly sestaveny z již existujících textů a poté upraveny, doplněny a redakčně sjednoceny. To zjistil koncem 19. století významný ruský filolog Alexej Alexandrovič Šachmatov, který položil základy letopisného bádání. Ani jeden z nám známých letopisů – Povest vremennych let nevyjímaje – není originální prací jediného tvůrce, ale výsledkem činnosti mnoha pokolení autorů, redaktorů a těch, kdo letopisy sestavovali.
Většina dochovaných letopisných pramenů začíná shodným textem, jenž byl podle úvodních slov nazván Povest vremennych let. Jedná se o jeden z nejstarších svodů, jehož text byl zachován díky letopisné tradici, za autora původního, ale nedochovaného textu je považován mnich Pečorského kláštera v Kyjevě Nestor. Vypráví o prvotních ruských dějinách do počátku 2.desetiletí 12. století, to znamená o genezi a dalších osudech Kyjevské Rusi. Samostatný rukopis, který by obsahoval text Povesti v původní podobě neexistuje, respektive nebyl dosud objeven. Po rozpadu starého ruského státu ve 12. století se formovala regionální centra politické moci, v nichž začaly být vedeny místní letopisy. Protože nově se utvářející ruská knížectví neměla dosud vlastní dějiny, byla předchozí historická etapa prezentována v jejich letopisech Povestí vremennych let. Později docházelo k jejímu krácení nebo naopak doplňování vsuvkami či spojování s jinými texty. Ve všech rukopisech navazuje na Povest vyprávění, které je většinou dovedeno do konce 16. století

## Edice
Nejvýznamnější souhrnnou edicí ruských letopisů je (rusky: По́лное собра́ние ру́сских ле́тописей, čti Polnoje sobranije russkich letopisej, zkr. PSRL (ПСРЛ). Název lze přeložit jako Kompletní soubor ruských letopisů, cituje se však v originále.
Práce na edici byly započaty okolo roku 1830 a dosud nebyly zdaleka dokončeny. Texty jsou vydávány v originálním znění, s různými názory ohledně některých spisů, ale bez překladu a komentáře (někdy jen s krátkými poznámkami).
Předpokládalo se, že budou letopisy vydány najednou, avšak rozsah díla takovýto plán vůbec neumožňuje.
V roce 1828 na návrh Akademie věd byla nařízením Mikuláše I. vytvořena archeografická expedice pověřená shromážděním různých pramenů o historii ruských zemí. Za účelem vydání sebraných spisů byla v roce 1834 vytvořena Archeografická komise. Jedním z jejích nejdůležitějších úkolů bylo systematické vydávání ruských letopisů ze série PSRL .